# Mimas diluta
Mimas diluta är en fjärilsart som beskrevs av Edward Alfred Cockayne 1953. Mimas diluta ingår i släktet Mimas och familjen svärmare. Inga underarter finns listade i Catalogue of Life.